# Fiat X1/9

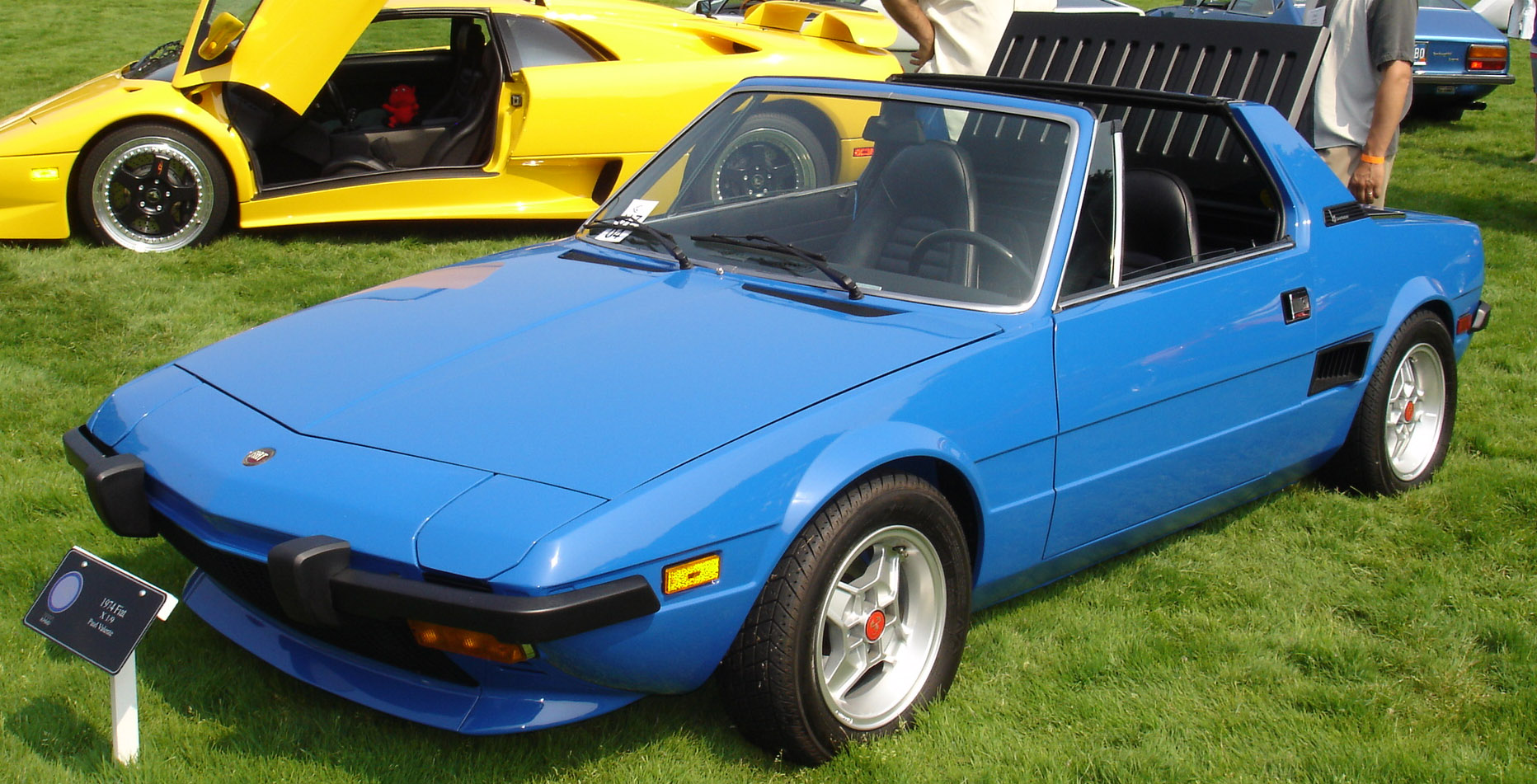
Fiat X1/9

De Fiat X1/9 was het sportieve model van begin jaren 70 voor de Italiaanse autofabrikant Fiat. De door een middenmotor aangedreven sportauto was ontworpen door Bertone, en bedoeld als opvolger van de Fiat 850 Spider.
De auto ontstond in 1972 als conceptauto. Vanaf 1982 werd de X1/9 gebouwd door Bertone, onder de naam Bertone X1/9. De laatste X1/9 werd onder de naam Gran Finales geproduceerd in 1988.

## Tijdlijn
- 1972 - Eerste serie. Links gestuurd. Stalen velgen. 247 carrosserieën gemaakt.
- 1973 - Nog geen export naar de Verenigde staten of het Verenigd Koninkrijk. Lichtmetalen velgen optioneel. 9480 eenheden.
- 1974 - De eerste 66 pk USA exemplaren zijn klaar. Totale jaarproductie 20.207 stuks.
- 1975 - Vrijwel de gehele productie wordt naar de Verenigde Staten geëxporteerd. 17.318 voertuigen gebouwd.
- 1976 - De Verenigde Staten eist veiliger bumpers[bron?] en naar het Verenigd Koninkrijk worden rechtsgestuurde X1/9's geëporteerd. Jaarproductie 15.882 exemplaren
- 1977 - De Lido, alleen in zwart. Een paar kleuren en stickerschema specials. Jaarproductie 18.451 stuks.
- 1978 - De productie van de 1300 wordt gestaakt. De 1500 is er vanaf oktober. Jaarproductie 19.240 stuks in totaal
- 1979 - Amerikaanse 1500-uitvoering met 66 pk. Jaarproductie 20.082 stuks.
- 1980 - 14.993 stuks gemaakt en verkocht
- 1981 - Onder de naam Fiat worden nog 4.619 stuks geproduceerd. Vanaf 1982 werd de productie voortgezet door Bertone, onder de naam Bertone X1/9.

Huidige modellen: 
124 Spider ·
500 ·
500e ·
500L ·
500X ·
600 ·
Aegea ·
Argo ·
Cronos · 
Doblò · 
Ducato ·
Fiorino ·
Fullback ·
Linea ·
Palio · 
Panda · 
Punto · 
Qubo ·
Scudo · 
Siena ·
Strada ·
Tipo · 
Ulysse
Historische modellen na de Tweede Wereldoorlog: 
124 · 
125 · 
126 · 
127 · 
128 · 
130 · 
131 · 
132 · 
133 · 
147 · 
148 · 
242 ·
500 ·
600 · 
600 Multipla · 
850 · 
1100 · 
1200 · 
1300/1500 · 
1400/1900 · 
1800/2100 · 
2300 · 
Albea ·
Argenta · 
Barchetta · 
Bianchina ·
Bravo · 
Brío · 
Campagnola · 
Cinquecento · 
Coupé · 
Croma · 
Dino · 
Duna · 
Elba ·
Fiorino ·
Freemont ·
Grande Punto ·
Idea ·
Marea · 
Marengo · 
Mod 5 · 
Multipla · 
Oggi · 
Panorama · 
Penny · 
Prêmio · 
Regata · 
Ritmo · 
Sedici ·
Seicento · 
Spazio · 
Stilo ·
Talento · 
Tempra · 
Tipo · 
Turbina · 
Uno · 
Vivace · 
X1/9
Historische modellen voor de Tweede Wereldoorlog: 
1 · 
1T · 
10 HP · 
12 HP · 
24 HP · 
2B Torpedo · 
4 HP · 
501 · 
502 · 
503 · 
505/507 · 
508 · 
509 · 
510/512 · 
514 · 
515 · 
518 · 
519 · 
520 · 
521 · 
522 · 
524 · 
525 · 
527 · 
60 HP · 
70 · 
801 · 
1100 · 
1500 · 
2800 · 
Brevetti · 
Laundolet · 
Modello O · 
Tipo 2 · 
Tipo Torpedo · 
Topolino · 
Zero